# Canton de Lessay
Le canton de Lessay est une ancienne division administrative française, située dans le département de la Manche et la région Basse-Normandie.

## Histoire
De 1833 à 1848, les cantons de Lessay et de Saint-Malo-de-la-Lande avaient le même conseiller général. Le nombre de conseillers généraux était limité à trente par département.

## Représentation

### Conseillers d'arrondissement (de 1833 à 1940)
| Période                                  | Période | Identité                  | Étiquette | Qualité |
| ---------------------------------------- | ------- | ------------------------- | --------- | --- |
| 1833                                     | 1837    | Victor Rihouet            |           | Avocat, propriétaire à Geffosses                                                                            |
| 1837                                     | 1842    | Pierre Galopin-Letertre   |           | Propriétaire à La Feuillie                                                                                  |
| 1842                                     | 1848    | M. Tanqueray              |           | Médecin à Lessay                                                                                            |
|                                          |         |                           |           | |
| 1919                                     |         | Eugène Lévesque           |           | Maire de Vesly                                                                                              |
|                                          |         |                           |           | |
|                                          | 1940    | Raoul Contray (1884-1962) |           | Avocat à Coutances, marchand de biens au Havre, propriétaire, conseiller municipal de Saint-Germain-sur-Ay  |
| 1940                                     |         |                           |           | Les conseils d'arrondissement ont été suspendus par la loi du 12 octobre 1940 et n'ont jamais été réactivés |
| Les données manquantes sont à compléter. |         |                           |           | |

### Conseillers généraux de 1833 à 2015
| Période | Période          | Identité                                        | Étiquette                | Qualité |
| ------- | ---------------- | ----------------------------------------------- | ------------------------ | --- |
| 1833    | 1837 (démission) | Guillaume Traisnel (1787-1851)                  |                          | Propriétaire à Lessay |
| 1837    | 1848             | Victor Rihouet                                  |                          | Avocat, propriétaire à Geffosses, conseiller d'arrondissement                                                                                             |
| 1848    | 1849             | Nicolas Lelion (1799-1860)                      |                          | Propriétaire et négociant à Lessay |
| 1849    | 1886 (décès)     | Charles Gaslonde                                | Droite                   | Professeur de droit, membre du Conseil d'État, député (1848-1851 et 1871-1881)                                                                            |
| 1886    | 1889             | Louis Galuski                                   |                          | Avocat, propriétaire du château de la Lande, maire de Créances                                                                                            |
| 1889    | 1895             | André Fauvel                                    | Droite                   | Notaire, maire de Lessay |
| 1895    | 1907             | Ernest Briens                                   | Rad.                     | Écrivain, député (1883-1885 et 1893-1894), sénateur (1894-1906), maire de Cérences                                                                        |
| 1907    | 1925 (décès)     | Léon Fauvel (fils d'A .Fauvel)                  | Républicain Progressiste | Notaire, maire de Lessay |
| 1926    | 1940             | Octave Lucas                                    | URD                      | Notaire, maire de Lessay, député (1936-1942), nommé membre de la Commission administrative départementale en 1941, nommé conseiller départemental en 1943 |
|         |                  |                                                 |                          | |
| 1945    | 1951             | Albert Le Grand (1906-1983)                     | Gaulliste                | Pharmacien, maire de Lessay (1945-1947) |
| 1951    | 1976             | René Lecocq                                     | Indépendant puis CD      | Comptable, maire de Lessay (1947-1977) |
| 1976    | 2015             | Jean-François Le Grand (fils d'Albert Le Grand) | RPR puis UMP puis SE     | Vétérinaire, maire de Lessay (1989-1996), président du conseil général (1998-2015), sénateur (1982-2011)                                                  |

Le canton participe à l'élection du député de la troisième circonscription de la Manche, avant et après le redécoupage des circonscriptions pour 2012.

## Composition

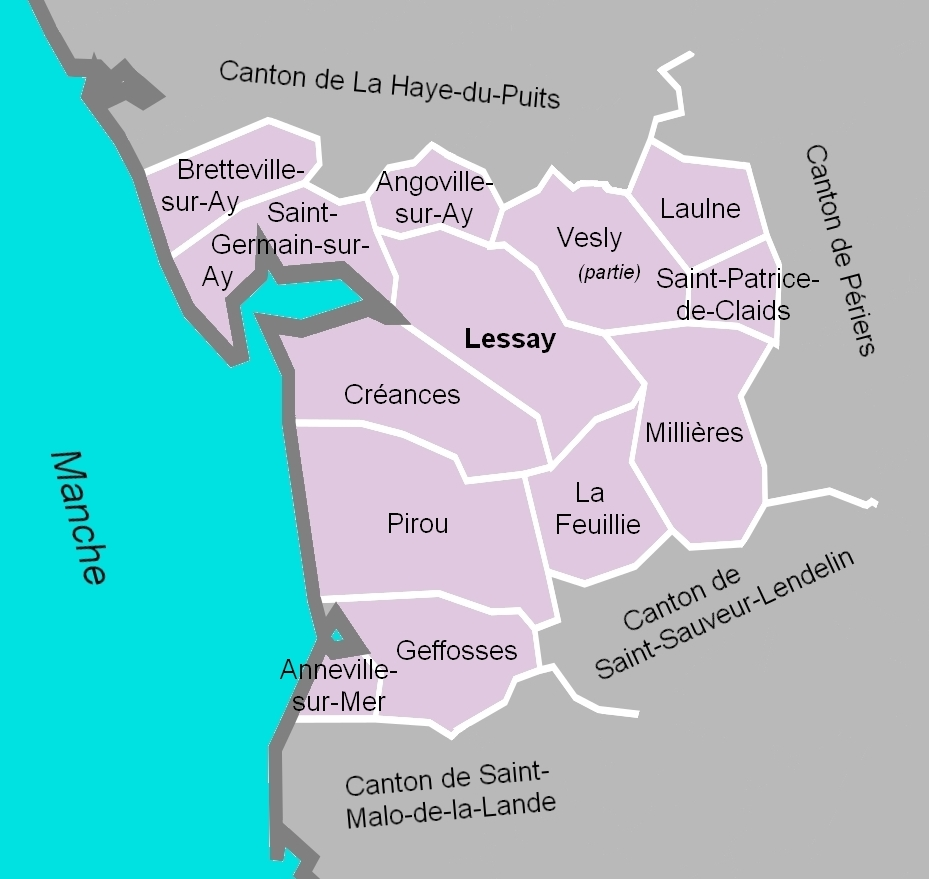
La carte des communes du canton, littoral de la Manche. Les cantons limitrophes étaient ceux de La Haye-du-Puits, de Périers, de Saint-Sauveur-Lendelin et de Saint-Malo-de-la-Lande.

Le canton de Lessay comptait 9 924 habitants en 2012 (population municipale) et se composait d’une fraction de la commune de Vesly et de douze autres communes :
- Angoville-sur-Ay ;
- Anneville-sur-Mer ;
- Bretteville-sur-Ay ;
- Créances ;
- La Feuillie ;
- Geffosses ;
- Laulne ;
- Lessay ;
- Millières ;
- Pirou ;
- Saint-Germain-sur-Ay ;
- Saint-Patrice-de-Claids ;
- Vesly (fraction).

À la suite du redécoupage des cantons pour 2015, les communes d'Anneville-sur-Mer et Geffosses sont rattachées au canton d'Agon-Coutainville et les communes de Angoville-sur-Ay, Bretteville-sur-Ay, Créances, La Feuillie, Laulne, Lessay, Millières, Pirou, Saint-Germain-sur-Ay, Saint-Patrice-de-Claids et Vesly à celui de Créances.
Le canton de Lessay n'incluait aucune commune supprimée depuis la création des communes sous la Révolution hormis Saint-Germain-la-Campagne qui a rejoint le canton de Périers en fusionnant avec Gorges. Geffosses a absorbé Anneville entre 1795 et 1800, celle-ci reprenant son autonomie en 1830 sous le nom de Anneville-sur-Mer. Le 1er janvier 1973, la commune de Gerville-la-Forêt s'associe à Vesly tout en conservant son appartenance au canton de La Haye-du-Puits.

## Démographie
| 1962 | 1968 | 1975 | 1982 | 1990  | 1999  | 2006  | 2011  | 2012  |
| ---- | ---- | ---- | ---- | ----- | ----- | ----- | ----- | ----- |
| -    | -    | -    | -    | 8 264 | 8 665 | 9 461 | 9 919 | 9 924 |